# Danni Roche
Danielle (Danni) Roche (Melbourne, 25 mei 1970) is een Australisch hockeyster. 
Roche won in 1996 in het Amerikaanse Atlanta de Olympische gouden medaille.

## Erelijst
- 1996 –  Olympische Spelen in Atlanta